# Gli anni più belli
Gli anni più belli är en italiensk dramafilm från 2020. Filmen är regisserad av Gabriele Muccino, som även skrivit manus tillsammans med Paolo Costella.

## Rollista
- Pierfrancesco Favino – Giulio Ristuccia
- Micaela Ramazzotti – Gemma
- Kim Rossi Stuart – Paolo Incoronato
- Claudio Santamaria – Riccardo Morozzi
- Emma Marrone – Anna
- Nicoletta Romanoff – Margherita Angelucci
- Francesco Acquaroli – Sergio Angelucci
- Francesco Centorame – Giulio Ristuccia tonåring
- Andrea Pittorino – Paolo Incoronato tonåring
- Matteo De Buono – Riccardo Morozzi tonåring
- Alma Noce – Gemma tonåring
- Fabrizio Nardi – Giulios far
- Mariano Rigillo – Advokat
- Paola Sotgiu – Paolos mamma
- Elisa Visari – Sveva Ristuccia
- Federica Flavoni – Luisa, Riccardos mamma